# 御指名武将真田幸村 かげろひ -KAGEROI-
『御指名武将真田幸村かげろひ-KAGEROI-』（ごしめいぶしょうさなだゆきむら かげろい）は、浅岡しゅくによる日本の漫画。『ガンガン戦-IXA-』2009年冬の陣、『ガンガンONLINE』2010年3月18日更新分から2013年1月17日更新分まで連載された。

## ストーリー
豊臣秀吉が織田信長の跡を継ぎ天下人となった時代。真田からの質人として大阪城に留まる真田幸村は、その知識と才能を秀吉に見いだされ、御指名として忍の猿飛と共に世の安寧のため働く。しかし徳川などの反乱分子も多く、その影には幸村の兄・信之の暗躍があった。

## 登場人物
真田幸村（さなだ ゆきむら）
本作の主人公。真田昌幸の次男。現在質人として大坂城に留まる一方、御指名武将として秘密裏に活躍する。
史実とはまったく違い草食男子。少しの衝撃で関節が外れてしまい馬に乗るだけで体力を消耗するほどのモヤシ。そのため戦闘ではほとんど活躍できず、刀すら満足に振ることができない。
私室が本で埋まるほどの読書家。あまりの本の多さに足の踏み場がないほど。本を読み始めると他のことを忘れてしまうため食事も睡眠も抜きで何日も読書に没頭することも。そのため腐った飯が放置されていることも珍しくない。特に兵法に関する書物を読み、大陸の兵法なども多く知る。
質人という立場から城内では見下されることが多く、特に加藤とは会うたびに嫌味を言われる。
容姿は美形と言われても問題ないほどだが前述のことからひょろ長い。アホ毛が特徴。顔は兄や父とよく似ている。しかし女性の扱いは慣れていないらしい（猿飛は最初から女扱いしていない）。酒に弱く一杯の酒で眠ってしまう。
口癖は「おっと失敬」「●●●を三十字以内に述べよ」。
幼名は弁丸。10歳まで兄たちと離れ母親の元で生活。幼少の頃から気が弱く剣術は不得意（ただし柳生の攻撃を急所を外して切らせるなど動体視力はいい模様）。本ばかり読んでいたため家臣からの敬いもなく、優秀すぎる兄と常に比べられ自信を持てずにいた。しかし誘拐された自分を助けに来てくれた兄にようやく兄弟として接することができるようになる。
だが信之の忍である穴山小助が本当の真田幸村であると同時に自身が影武者であると発覚。小助に嫉妬するようになる。
9年前小助が死にその原因が自分にあるとして、それ以来上杉に預けられるまで信之からの虐待を受け続けていた。
前述の過去から信之に対して恐怖と罪悪感を持ち逆らうことができずにいたが、猿飛や五右衛門など様々な人々に勇気づけられ兄との対立を決意する。
猿飛佐助（さるとび さすけ）
秀吉に仕える忍。外見や言動から少年と勘違いされやすいが実は女性。周囲からはよく小猿と呼ばれる。秀吉の命で幸村に協力する。
基本的に頭が悪いが忍としての能力は高く、体力面の弱い幸村をフォローする。
秀吉に命を助けられたことを恩義に感じており、彼に忠誠を誓うと同時に異性として恋心を抱いている。しかしその想いが報われることがないことを理解しており、忍として秀吉に仕えることが自分にできることであると自覚している。秀吉の築く未来に幸村が必要であると考え彼を守ることを誓う。
普段は小猿と称されるほど粗野で色気もないが、容姿が悪いわけではなくきちんとした女性の姿をすれば見違える（幸村も最初猿飛とわからなかったほど）。
豊臣秀吉（とよとみ ひでよし）
足軽の息子から関白にまで上り詰めた天下人。
幸村や猿飛など相手の身分や立場を問わず才能のある者をそばに置くなど柔軟な思考の持ち主。多くの家臣から信頼を受ける一方、徳川とはお互いの動きを見張るほど険悪。時に父親のように相手を包み込む懐の広さがあるが、一方で感情的に動くこともありそれを幸村などに止められることもある。
側室のねねとはお互い思い合いながらもすれ違いにより距離を置いていたが幸村の策略で互いの気持ちを認め合うことができた。
最大の弱点として酒を飲むと前後不覚となってしまい、人の話など何も聞けない。さらに好色家でねねに内緒で色町へ行くこともしばしば。新しいもの・珍しいものに目がなく集めたがる。幸村の部屋に置いてある地球儀は彼が与えたもの。
加藤清正（かとう きよまさ）
秀吉の重臣。幸村とは会うたびに見下すほど嫌っている。同僚の福島とは逆に怒りやすく彼の交換癖に辟易している。
福島正則（ふくしま まさのり）
秀吉の重臣。加藤といつも行動を共にしている。加藤とは逆にお気楽なところがある。交換癖があり何でも交換してしまう（逆わらしべ長者となることも）。
石川五右衛門（いしかわ ごえもん）
石川五右衛門による盗難騒動の際、幸村の前に現れた忍。事件の解決に貢献したことから幸村から石川五右衛門の名を与えられる。
実は信之が送り込んだ間者。信之陣営からは名無しと呼ばれる。のたれ死にかけていたところを信之に拾われた。忍としては優秀。自身を猫と称し鳴き真似をよくする。
「幸村が信之以外の人間に殺されないよう守る」という命を受けており、最初は幸村達と親しむ様子を見せながらも仕事と割り切っていた。また幸村が信之に虐待される様を見ていたため、裏切りという大義名分を信之に与えればどうなうかを理解していた。
しかし幸村が弱者に手をさしのべる愚直な姿や忍を守ろうとする姿を見ている内に心が揺れ動いていった。
信之邸への潜入捜査の際、幸村に忠誠を誓い、命をかけて彼を守ることを誓う。
真田信之（さなだ のぶゆき）
真田昌幸の長男。幸村の兄。幸村とよく似た美丈夫。
幸村を上回るほどの知恵と頭のキレ、剣術・弓術にも長け真田家の跡取りとして文句のないほど優秀な人物。元服前誘拐された幸村を助ける際、右足を負傷し満足に動かすことができない。
幸村を苦しめることを何よりの快楽・目的とし、そのためには手段も選ばない。配下の忍に対しても信頼ではなく恐怖で支配し、失敗した忍に体罰を与えるなど冷徹な正確。
かつては幸村の良き兄であったが、本当の弟である小助が死んだことにより態度を一変。幸村へ罰と称して虐待し続けた。
豊臣方の幸村とは逆に徳川に強力。豊臣の没落が幸村を最も苦しめるものだと考え暗躍する。
伊達政宗（だて まさむね）
天下統一の野望を抱く伊達家当主。隻眼竜と呼ばれる通り片目を眼帯で隠している。
史実とは違い短身。子供っぽいこだわりや意地が多く家臣を困らせている。背が低いことを気にしており毎日起きるとまず身長を測る。伸びていたらその日は機嫌が良い。天下統一の野望よりも背を高くすることが重要。戦に勝てば背が伸びるという嘘を信じるほど単純。長身の人間を嫌い、特に弟には夜ごと呪いをかけるほど。
片倉小十郎（かたくら こじゅうろう）
伊達家家臣。政宗の側近で長身。噂で長身・隻眼ということになっている主の影武者を務めることも。
天下統一より背を伸ばすことを優先する主に困っている。

## 単行本
1. 2010年6月18日 ISBN 978-4-7575-2892-5
2. 2010年12月22日 ISBN 978-4-7575-3093-5
3. 2011年5月21日 ISBN 978-4-7575-3234-2
4. 2011年10月22日 ISBN 978-4-7575-3392-9
5. 2012年3月22日 ISBN 978-4-7575-3526-8
6. 2012年10月22日 ISBN 978-4-7575-3768-2
7. 2013年2月22日 ISBN 978-4-7575-3880-1